# Князівські династії Східної Європи
«Князі́вські дина́стії Схі́дної Євро́пи» — історико-генеалогічне дослідження українського дослідника Леонтія Войтовича. Видане 2000 року у Львові Інститутом українознавства імені І. Крип'якевича. У монографії досліджується правляча еліта Східної Європи кінця IX — початку XVI ст.: князі династій Рюриковичів і Гедиміновичів, а також іншого походження, їх персональний склад, роль у розвитку суспільства та політичних подіях. Показано взаємини всередині князівської верстви, аналізуються питання демографії, спадкового права і шлюбної політики, стосунки з іншими верствами суспільства, церквою, містами, вплив князів на розвиток війська і військової справи, культури, розвиток і збереження державних інституцій і самої державності.

## Видання
- Войтович, Л. Князівські династії Східної Європи (кінець IX — початок XVI ст.): склад, суспільна і політична роль. Історико-генеалогічне дослідження. Львів: Інститут українознавства ім. І.Крип’якевича, 2000. 649 с. ISBN 966-02-1683-1

## Перевидання
доповнене і виправлене
- Войтович Л. Княжа доба: портрети еліти [Архівовано 12 Травня 2021 у Wayback Machine.]. Біла Церква: Видавець Олександр Пшонківський, 2006. 782 с.  ISBN 966-4585-52-4.